# Petrovice (Mladošovice)
Petrovice jsou vesnice, čast obce Mladošovice v okrese České Budějovice v Jihočeském kraji. Ležív mělkém údolí Petrovického potoka. Zástavba starých Petrovic je ukázkou podlouhlé jihočeské vesnice, jejíž statky jsou postavené po stranách široké návsi s potokem, rybníkem a kaplí. V roce 2011 zde trvale žilo 48 obyvatel.

## Historie

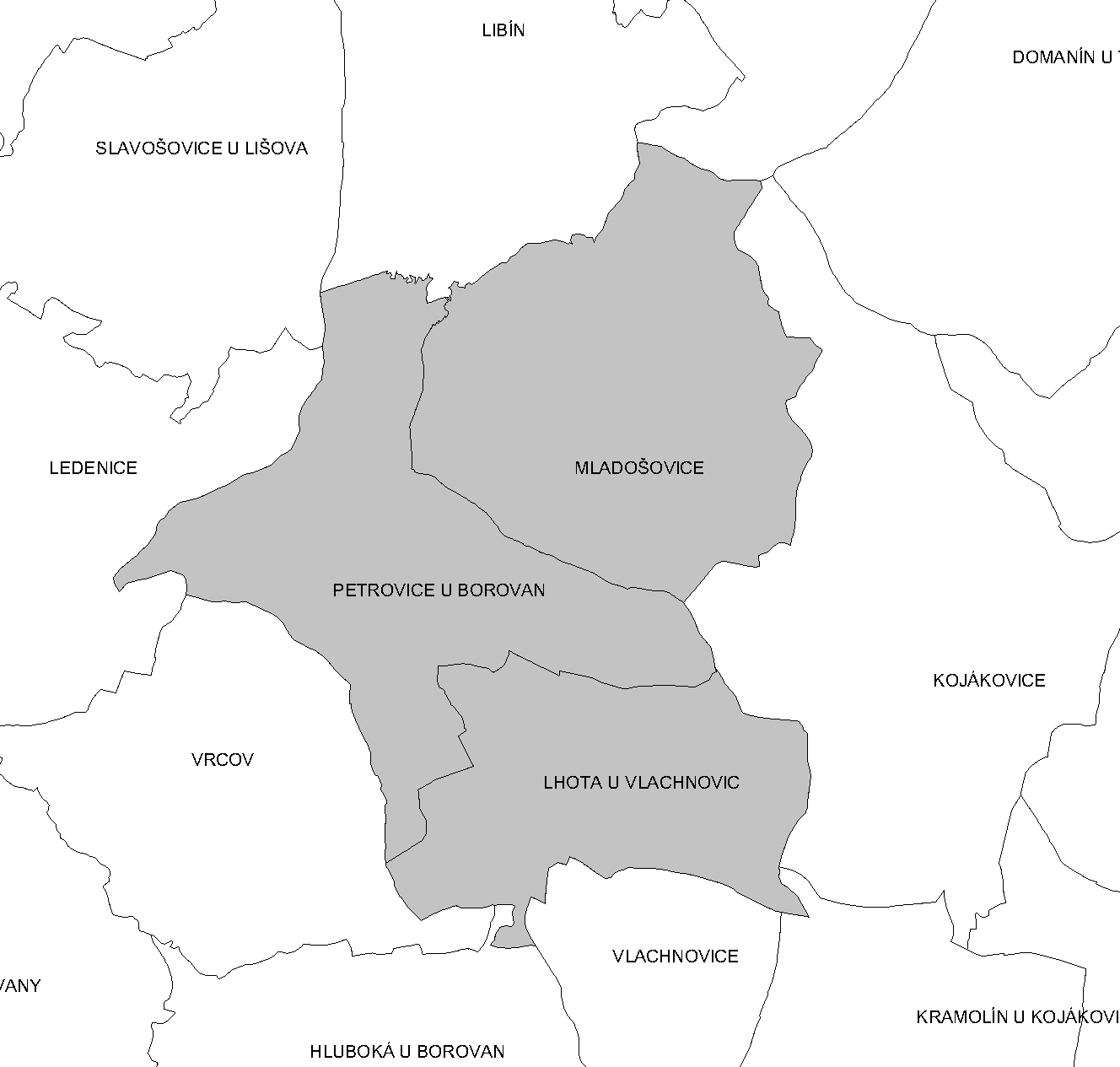
Katastrální území Mladošovic

První písemná zmínka o vesnici pochází z roku 1361, kdy zde měli sídlo pánové z Petrovic, pocházející z jihočeské větve rodu Harrachů, kteří vlastnili řadu vesnic v okolí. Za husitských válek petrovické panství zaniklo. Jeho největší část získal linecký měšan Petr z Lindy, který se usadil na tvrzi v Hluboké u Borovan. V roce 1455 se Petrovice dostaly do vlastnictví borovanského augustiniánského kláštera. Krutě byla vesnice postižena za třicetileté války, protože v berní rule z roku 1651 ještě nebyl v Petrovicích uveden ani jeden usedlík.[zdroj⁠?!]
Po novém osídlení byli zdejší usedlíci poddanými borovanského kláštera do jeho definitivního zrušení Josefem II. v roce 1786. Majetek kláštera včetně Petrovic potom koupil kníže Schwarzenberg a připojil ho k třeboňskému panství, od něhož státní správu v roce 1850 převzal okres Třeboň. V roce 1948 se Petrovice staly součástí okresu Trhové Sviny a v roce 1960 okresu České Budějovice.

## Obyvatelstvo
| Rok            | 1869 | 1880 | 1890 | 1900 | 1910 | 1921 | 1930 | 1950 | 1961 | 1970 | 1980 | 1991 | 2001 | 2011 | 2021 |
| -------------- | ---- | ---- | ---- | ---- | ---- | ---- | ---- | ---- | ---- | ---- | ---- | ---- | ---- | ---- | ---- |
| Počet obyvatel | 347  | 330  | 303  | 311  | 294  | 295  | 257  | 173  | 158  | 100  | 69   | 32   | 39   | 48   | 66   |
| Počet domů     | 55   | 58   | 57   | 55   | 55   | 54   | 56   | 56   | 49   | 39   | 28   | 49   | 52   | 54   | 60   |

## Obecní správa
Při sčítání lidu v letech 1850–1975 Petrovice byly samostatnou obcí, se kterým patřily nejprve do okresu Třeboň, ale v roce 1950 byly v okrese Trhové Sviny a od roku 1960 v okrese České Budějovice. Od 1. ledna 1976 jsou částí obce Mladošovice v okrese České Budějovice. V letech 1868–1873 k obci patřily Lhota a Vlachnovice.

## Hospodářství
V roce 2021 zde zaháíjil činnost minipivovar (značka „Petrovický Kilián“).

## Pamětihodnosti
Mimo kaple z roku 1824 jsou zde zbytky bývalého mlýna. V katastrálním území vesnice byla těžena méně kvalitní železná ruda. Pozůstatky lomů byly v osmdesátých letech dvacátého století zavezeny průmyslovými odpadky.[zdroj⁠?!]

## Osobnosti
- Václav Hadač (1891–1964), archivář schwarzenberského a později státního archivu v Třeboni